# Rodrigo de Jerez
Rodrigo de Jerez, nascido em Ayamonte, foi um dos navegadores que viajaram à América a bordo da nau Santa Maria na primeira viagem de Cristóvão Colombo à América, em 1492. Acredita-se ter sido o primeiro europeu a fumar tabaco.
Em outubro de 1492 a tripulação encontrou pela primeira vez, em San Salvador ou em Guanahani, o tabaco. Os nativos apresentaram o fumo como "folhas secas que exalavam um aroma peculiar".
Em novembro de 1492, De Jerez e Luis de Torres fumaram tabaco pela primeira vez, em Cuba. Supostamente os nativos confeccionaram o cigarro com rolos de folhas de palma ou milho que embrulhavam o fumo. Uma prática comum no uso ritualístico era um indivíduo acender, tragar e exalar a fumaça em direção a outro.
Quando retornou à Espanha em 1493, Jerez adotou o hábito de fumar e o apresentou aos moradores de Ayamonte, que o levou a ser preso e torturado pela Inquisição, pois "só o diabo podia dar a um homem o poder de soprar fumaça pela boca". Quando foi posto em liberdade sete anos depois, sobre o ano 1500, o costume de fumar já havia se popularizado, estendendo-se até os dias atuais.